# ウンベルト・ゴンザレス
ウンベルト・ゴンザレス（Humberto Gonzalez、1966年3月25日 - ）は、メキシコの元プロボクサー。メヒコ州ネツァワルコトヨル出身。元WBC・IBF世界ライトフライ級統一王者。少年という意味の「チキータ」という愛称で多くのファンから親しまれた。トレーナーは主にナチョ・ベリスタイン。

## 来歴
1984年9月1日、プロデビュー。
1987年9月26日、メキシコライトフライ級王座獲得。その後、2度の防衛に成功。
1989年6月25日、25戦目で世界初挑戦。敵地でWBC世界ライトフライ級王者李烈雨（韓国）に挑み、12回判定勝ち。無敗の世界王者に輝いた。12月9日の初防衛戦では前年まで同級王座を15度防衛した元王者張正九（韓国）と対戦し、12回判定勝ち。その後、防衛回数を5まで伸ばす。
1990年12月19日、6度目の防衛戦でローランド・パスクァ（フィリピン）と対戦。前評判では圧倒的に有利とされたが、まさかの6回KO負けを喫し王座陥落。プロ初黒星を喫してしまう。
1991年6月1日、世界王座返り咲きを懸けての再挑戦。3月にパスクァを降してWBC世界ライトフライ級王座に就いた同国人メルチョ・コブ・カストロに挑み、12回判定勝ち。1年半ぶりの世界王座返り咲きを果たす。1992年9月14日の3度目の防衛戦では元WBC世界ミニマム級王者のナパ・キャットワンチャイ（タイ）を2回KOに降し、2階級制覇を阻止。続く12月7日の4度目の防衛戦では前王者カストロを12回判定に降し、返り討ちを果たす。
1993年3月13日、5度目の防衛戦はIBF世界ライトフライ級王者マイケル・カルバハル（米国）との王座統一戦（カルバハルにとっては7度目の防衛戦）。序盤にIBF王者から2度のダウンを奪い、IBF王座奪取目前にまで迫ったが、迎えた7回、相手の強烈なアッパーからの攻勢を許し、よもやの大逆転KO負け。2度目の世界王座陥落となった。
1994年2月19日、雪辱を期しカルバハルと再戦。前回同様、今回も打ち合いが予想されたが、前回と戦法を変え、今度はアウトボクシングに徹する。その結果、統一王者の強打を空転させ、結果2-1の判定勝ち。11ヵ月前の雪辱を果たすと同時にWBC王座3度目の獲得。さらに、IBF王座も初めて獲得した。カルバハルとは11月12日の2度目の防衛戦でも対戦し、12回判定勝ち。その後、3度目の防衛にも成功。
1995年7月15日、4度目の防衛戦。サマン・ソーチャトロン（タイ）と対戦。ダウン応酬の激戦となり、6回には挑戦者をKO寸前にまで陥れる（挑戦者はこの回終了後のインターバルでレフェリーから「次の回でストップする」と予告を受けた）。しかし、迎えた7回、挑戦者の強打をまともに浴びダウン。辛くも立ち上がったが、挑戦者の連打でグロッキー状態となりレフェリーストップ。よもやの大逆転KO負けとなり、王座陥落。この試合を最後に引退した。

## マイケル・カルバハルとのミリオンファイト
- 当時アメリカで人気を誇っていたカルバハルとメキシコで人気のゴンザレスとの対決は大いに注目された。また、カルバハルがチカーノ（メキシコ系アメリカ人）であったことからアメリカVSメキシコの構図にまで発展した。ラスベガスで行われたこの両者の初対戦は軽量級では初のミリオンファイトとなったが、試合内容も稀に見る大逆転劇で締めくくられ、ボクシング史に残る試合となった。アメリカではそれまで軽量級の試合にはほとんど関心が集まらなかったが、この試合がその見方を変えた歴史的一戦となった。

## 獲得タイトル
- WBC世界ライトフライ級王座（3度）
- IBF世界ライトフライ級王座